# Список астероїдів (177001—177100)
| Назва              | Тимчасове позначення | Дата відкриття  | Місце відкриття           | Відкривач          |
| ------------------ | -------------------- | --------------- | ------------------------- | ------------------ |
| (177001) 2003 AH47 | 2003 AH47            | 5 січня 2003    | Сокорро (Нью-Мексико)     | LINEAR             |
| (177002) 2003 AG59 | 2003 AG59            | 5 січня 2003    | Сокорро (Нью-Мексико)     | LINEAR             |
| (177003) 2003 AC62 | 2003 AC62            | 7 січня 2003    | Сокорро (Нью-Мексико)     | LINEAR             |
| (177004) 2003 AA85 | 2003 AA85            | 7 січня 2003    | Сокорро (Нью-Мексико)     | LINEAR             |
| (177005) 2003 AV92 | 2003 AV92            | 14 січня 2003   | Сокорро (Нью-Мексико)     | LINEAR             |
| (177006) 2003 BO   | 2003 BO              | 24 січня 2003   | Паломарська обсерваторія  | NEAT               |
| (177007) 2003 BW1  | 2003 BW1             | 23 січня 2003   | Обсерваторія Кітт-Пік     | Spacewatch         |
| (177008) 2003 BD7  | 2003 BD7             | 25 січня 2003   | Станція Андерсон-Меса     | LONEOS             |
| (177009) 2003 BB8  | 2003 BB8             | 26 січня 2003   | Обсерваторія Кітт-Пік     | Spacewatch         |
| (177010) 2003 BX10 | 2003 BX10            | 26 січня 2003   | Станція Андерсон-Меса     | LONEOS             |
| (177011) 2003 BV19 | 2003 BV19            | 26 січня 2003   | Станція Андерсон-Меса     | LONEOS             |
| (177012) 2003 BU24 | 2003 BU24            | 25 січня 2003   | Паломарська обсерваторія  | NEAT               |
| (177013) 2003 BE26 | 2003 BE26            | 26 січня 2003   | Станція Андерсон-Меса     | LONEOS             |
| (177014) 2003 BZ29 | 2003 BZ29            | 27 січня 2003   | Паломарська обсерваторія  | NEAT               |
| (177015) 2003 BL36 | 2003 BL36            | 26 січня 2003   | Обсерваторія Галеакала    | NEAT               |
| (177016) 2003 BM47 | 2003 BM47            | 31 січня 2003   | Обсерваторія Кітт-Пік     | Spacewatch         |
| (177017) 2003 BX48 | 2003 BX48            | 26 січня 2003   | Обсерваторія Галеакала    | NEAT               |
| (177018) 2003 BU50 | 2003 BU50            | 27 січня 2003   | Сокорро (Нью-Мексико)     | LINEAR             |
| (177019) 2003 BW57 | 2003 BW57            | 27 січня 2003   | Сокорро (Нью-Мексико)     | LINEAR             |
| (177020) 2003 BW61 | 2003 BW61            | 28 січня 2003   | Сокорро (Нью-Мексико)     | LINEAR             |
| (177021) 2003 BT65 | 2003 BT65            | 30 січня 2003   | Сокорро (Нью-Мексико)     | LINEAR             |
| (177022) 2003 BQ73 | 2003 BQ73            | 29 січня 2003   | Паломарська обсерваторія  | NEAT               |
| (177023) 2003 BW79 | 2003 BW79            | 31 січня 2003   | Сокорро (Нью-Мексико)     | LINEAR             |
| (177024) 2003 BH80 | 2003 BH80            | 31 січня 2003   | Станція Андерсон-Меса     | LONEOS             |
| (177025) 2003 BB82 | 2003 BB82            | 30 січня 2003   | Станція Андерсон-Меса     | LONEOS             |
| (177026) 2003 BP82 | 2003 BP82            | 31 січня 2003   | Сокорро (Нью-Мексико)     | LINEAR             |
| (177027) 2003 BR84 | 2003 BR84            | 30 січня 2003   | Обсерваторія Галеакала    | NEAT               |
| (177028) 2003 BX84 | 2003 BX84            | 31 січня 2003   | Сокорро (Нью-Мексико)     | LINEAR             |
| (177029) 2003 BS90 | 2003 BS90            | 31 січня 2003   | Сокорро (Нью-Мексико)     | LINEAR             |
| (177030) 2003 BT90 | 2003 BT90            | 31 січня 2003   | Сокорро (Нью-Мексико)     | LINEAR             |
| (177031) 2003 BM92 | 2003 BM92            | 28 січня 2003   | Сокорро (Нью-Мексико)     | LINEAR             |
| (177032) 2003 CU1  | 2003 CU1             | 1 лютого 2003   | Сокорро (Нью-Мексико)     | LINEAR             |
| (177033) 2003 CS3  | 2003 CS3             | 1 лютого 2003   | Сокорро (Нью-Мексико)     | LINEAR             |
| (177034) 2003 CA5  | 2003 CA5             | 1 лютого 2003   | Сокорро (Нью-Мексико)     | LINEAR             |
| (177035) 2003 CS6  | 2003 CS6             | 1 лютого 2003   | Сокорро (Нью-Мексико)     | LINEAR             |
| (177036) 2003 CG21 | 2003 CG21            | 1 лютого 2003   | Обсерваторія Кітт-Пік     | Spacewatch         |
| (177037) 2003 CU21 | 2003 CU21            | 3 лютого 2003   | Станція Андерсон-Меса     | LONEOS             |
| (177038) 2003 CW25 | 2003 CW25            | 4 лютого 2003   | Обсерваторія Кітт-Пік     | Spacewatch         |
| (177039) 2003 DA5  | 2003 DA5             | 19 лютого 2003  | Паломарська обсерваторія  | NEAT               |
| (177040) 2003 DQ6  | 2003 DQ6             | 23 лютого 2003  | Станція Кампо Імператоре  | CINEOS             |
| (177041) 2003 DZ9  | 2003 DZ9             | 23 лютого 2003  | Сокорро (Нью-Мексико)     | LINEAR             |
| (177042) 2003 DV11 | 2003 DV11            | 25 лютого 2003  | Станція Кампо Імператоре  | CINEOS             |
| (177043) 2003 DL18 | 2003 DL18            | 19 лютого 2003  | Паломарська обсерваторія  | NEAT               |
| (177044) 2003 DK22 | 2003 DK22            | 28 лютого 2003  | Обсерваторія Галеакала    | NEAT               |
| (177045) 2003 DP24 | 2003 DP24            | 22 лютого 2003  | Паломарська обсерваторія  | NEAT               |
| (177046) 2003 EK5  | 2003 EK5             | 5 березня 2003  | Сокорро (Нью-Мексико)     | LINEAR             |
| (177047) 2003 ES5  | 2003 ES5             | 5 березня 2003  | Сокорро (Нью-Мексико)     | LINEAR             |
| (177048) 2003 EX7  | 2003 EX7             | 6 березня 2003  | Станція Андерсон-Меса     | LONEOS             |
| (177049) 2003 EE16 | 2003 EE16            | 8 березня 2003  | Обсерваторія Кітт-Пік     | Spacewatch         |
| (177050) 2003 EW19 | 2003 EW19            | 6 березня 2003  | Станція Андерсон-Меса     | LONEOS             |
| (177051) 2003 EG21 | 2003 EG21            | 6 березня 2003  | Станція Андерсон-Меса     | LONEOS             |
| (177052) 2003 EA24 | 2003 EA24            | 6 березня 2003  | Сокорро (Нью-Мексико)     | LINEAR             |
| (177053) 2003 EP26 | 2003 EP26            | 6 березня 2003  | Станція Андерсон-Меса     | LONEOS             |
| (177054) 2003 EY35 | 2003 EY35            | 7 березня 2003  | Станція Андерсон-Меса     | LONEOS             |
| (177055) 2003 EV39 | 2003 EV39            | 8 березня 2003  | Сокорро (Нью-Мексико)     | LINEAR             |
| (177056) 2003 EY41 | 2003 EY41            | 8 березня 2003  | Сокорро (Нью-Мексико)     | LINEAR             |
| (177057) 2003 EB46 | 2003 EB46            | 7 березня 2003  | Сокорро (Нью-Мексико)     | LINEAR             |
| (177058) 2003 EG52 | 2003 EG52            | 11 березня 2003 | Паломарська обсерваторія  | NEAT               |
| (177059) 2003 EJ52 | 2003 EJ52            | 11 березня 2003 | Паломарська обсерваторія  | NEAT               |
| (177060) 2003 EG58 | 2003 EG58            | 11 березня 2003 | Сокорро (Нью-Мексико)     | LINEAR             |
| (177061) 2003 EA59 | 2003 EA59            | 12 березня 2003 | Паломарська обсерваторія  | NEAT               |
| (177062) 2003 FD3  | 2003 FD3             | 24 березня 2003 | Сокорро (Нью-Мексико)     | LINEAR             |
| (177063) 2003 FM3  | 2003 FM3             | 24 березня 2003 | Сокорро (Нью-Мексико)     | LINEAR             |
| (177064) 2003 FQ4  | 2003 FQ4             | 26 березня 2003 | Сокорро (Нью-Мексико)     | LINEAR             |
| (177065) 2003 FP7  | 2003 FP7             | 30 березня 2003 | Обсерваторія Столова Гора | Дж. Янґ            |
| (177066) 2003 FE8  | 2003 FE8             | 30 березня 2003 | Сокорро (Нью-Мексико)     | LINEAR             |
| (177067) 2003 FG15 | 2003 FG15            | 23 березня 2003 | Каталінський огляд        | Каталінський огляд |
| (177068) 2003 FC17 | 2003 FC17            | 24 березня 2003 | Обсерваторія Кітт-Пік     | Spacewatch         |
| (177069) 2003 FR19 | 2003 FR19            | 25 березня 2003 | Паломарська обсерваторія  | NEAT               |
| (177070) 2003 FN23 | 2003 FN23            | 23 березня 2003 | Обсерваторія Кітт-Пік     | Spacewatch         |
| (177071) 2003 FS29 | 2003 FS29            | 25 березня 2003 | Каталінський огляд        | Каталінський огляд |
| (177072) 2003 FN32 | 2003 FN32            | 23 березня 2003 | Обсерваторія Кітт-Пік     | Spacewatch         |
| (177073) 2003 FY33 | 2003 FY33            | 23 березня 2003 | Обсерваторія Кітт-Пік     | Spacewatch         |
| (177074) 2003 FD34 | 2003 FD34            | 23 березня 2003 | Обсерваторія Кітт-Пік     | Spacewatch         |
| (177075) 2003 FR36 | 2003 FR36            | 23 березня 2003 | Обсерваторія Кітт-Пік     | Spacewatch         |
| (177076) 2003 FV42 | 2003 FV42            | 23 березня 2003 | Каталінський огляд        | Каталінський огляд |
| (177077) 2003 FL45 | 2003 FL45            | 24 березня 2003 | Обсерваторія Кітт-Пік     | Spacewatch         |
| (177078) 2003 FV45 | 2003 FV45            | 24 березня 2003 | Обсерваторія Кітт-Пік     | Spacewatch         |
| (177079) 2003 FA47 | 2003 FA47            | 24 березня 2003 | Обсерваторія Кітт-Пік     | Spacewatch         |
| (177080) 2003 FW49 | 2003 FW49            | 24 березня 2003 | Обсерваторія Галеакала    | NEAT               |
| (177081) 2003 FX52 | 2003 FX52            | 25 березня 2003 | Паломарська обсерваторія  | NEAT               |
| (177082) 2003 FT55 | 2003 FT55            | 26 березня 2003 | Паломарська обсерваторія  | NEAT               |
| (177083) 2003 FO56 | 2003 FO56            | 26 березня 2003 | Паломарська обсерваторія  | NEAT               |
| (177084) 2003 FZ56 | 2003 FZ56            | 26 березня 2003 | Паломарська обсерваторія  | NEAT               |
| (177085) 2003 FU58 | 2003 FU58            | 26 березня 2003 | Паломарська обсерваторія  | NEAT               |
| (177086) 2003 FE69 | 2003 FE69            | 26 березня 2003 | Паломарська обсерваторія  | NEAT               |
| (177087) 2003 FY69 | 2003 FY69            | 26 березня 2003 | Обсерваторія Кітт-Пік     | Spacewatch         |
| (177088) 2003 FN72 | 2003 FN72            | 26 березня 2003 | Паломарська обсерваторія  | NEAT               |
| (177089) 2003 FB73 | 2003 FB73            | 26 березня 2003 | Обсерваторія Галеакала    | NEAT               |
| (177090) 2003 FR73 | 2003 FR73            | 26 березня 2003 | Паломарська обсерваторія  | NEAT               |
| (177091) 2003 FX73 | 2003 FX73            | 26 березня 2003 | Обсерваторія Галеакала    | NEAT               |
| (177092) 2003 FD74 | 2003 FD74            | 26 березня 2003 | Обсерваторія Галеакала    | NEAT               |
| (177093) 2003 FT77 | 2003 FT77            | 27 березня 2003 | Паломарська обсерваторія  | NEAT               |
| (177094) 2003 FA82 | 2003 FA82            | 27 березня 2003 | Сокорро (Нью-Мексико)     | LINEAR             |
| (177095) 2003 FT88 | 2003 FT88            | 28 березня 2003 | Обсерваторія Кітт-Пік     | Spacewatch         |
| (177096) 2003 FP90 | 2003 FP90            | 29 березня 2003 | Станція Андерсон-Меса     | LONEOS             |
| (177097) 2003 FO92 | 2003 FO92            | 29 березня 2003 | Станція Андерсон-Меса     | LONEOS             |
| (177098) 2003 FL94 | 2003 FL94            | 29 березня 2003 | Станція Андерсон-Меса     | LONEOS             |
| (177099) 2003 FW97 | 2003 FW97            | 30 березня 2003 | Обсерваторія Кітт-Пік     | Spacewatch         |
| (177100) 2003 FZ98 | 2003 FZ98            | 30 березня 2003 | Сокорро (Нью-Мексико)     | LINEAR             |